# Bingo!
Bingo! (Eigenschreibweise BINGO!) ist eine Spiel- und Lotteriegewinnshow im NDR Fernsehen, die sonntags ausgestrahlt wird. Mit ihrem Beititel „Die Umweltlotterie“ ist die Unterhaltungssendung seit 1997 Teil des Programms. Moderiert wird die Live-Sendung aus Hannover von Michael Thürnau und Jule Gölsdorf. Vorbild war die schwedische Sendung Bingolotto.

## Geschichte und Moderatoren
Am 28. September 1997 ging BINGO! – Die Umweltlotterie erstmals auf Sendung.
Die Sendung wird immer sonntags nachmittags im NDR Fernsehen ausgestrahlt. Produziert wird die Live-Sendung von der TV Plus GmbH in Hannover. Das BINGO!-Studio befindet sich ebenfalls in Hannover. Zuerst wurde die Sendung im Messestudio Hannover produziert. Mittlerweile wurde ein Studio in der Wohlenbergstraße zur Heimat von BINGO!
Moderator der ersten Stunde ist Michael Thürnau. Ein Jahr später kam Monika Walden dazu. Neben den beiden Hauptmoderatoren gab es auch noch wechselnde Assistentinnen. Diese übernahmen meist die Punktvergabe der Spiele im Studio.
Nach 16 Jahren kündigte Monika Walden in der Sendung vom 4. Mai 2014 ihren Abschied an. Vom 11. Mai 2014 an moderierte Michael Thürnau nun gemeinsam mit Ann-Katrin Schröder. Am 15. November 2015 verkündete Schröder nach 76 Sendungen, dass sie sich mehr Zeit für ihre Familie nehmen möchte. Ihre letzte Bingo!-Sendung moderierte sie am 22. November 2015. Eine neue Moderatorin für das neue Jahr wurde in der Sendung angekündigt, aber namentlich noch nicht benannt.
Am 10. Januar 2016 übernahm Kaya Lass die Gastmoderation neben Michael Thürnau. Am 24. Januar 2016 wurde Michael Thürnau durch Hinnerk Baumgarten vertreten und führte zusammen mit Bernhard Brink durch die Sendung. Am 7. Februar 2016 wurde Jule Gölsdorf als neue Co-Moderatorin verkündet. Sie war das erste Mal am 14. Februar 2016 zu sehen. Am 13. Januar 2019 übernahm Yared Dibaba als Vertretung die Moderation.

## Aktuelle Moderatoren
- Michael Thürnau (seit 28. September 1997)
- Jule Gölsdorf (seit 14. Februar 2016)
- Ilka Petersen (Vertretung seit ca. 2015)

## Ehemalige Moderatoren
- Melanie Anschütz (Assistentin) bis 2006
- Cornelia Wehmeyer (Assistentin) von 2006 bis zum 4. Mai 2014
- Monika Walden (Co-Moderatorin) bis zum 4. Mai 2014
- Ann-Katrin Schröder (Co-Moderatorin) vom 11. Mai 2014 bis zum 22. November 2015
- Hinnerk Baumgarten als Vertretung für Thürnau am 24. Januar 2016 (zusammen mit Bernhard Brink), am 26. September 2021 und 25. Juni 2023
- Jo Hiller als Vertretung für Gölsdorf
- Yared Dibaba als Vertretung für Thürnau

## Sendung
Über die Jahre hat sich das Konzept der Sendung immer wieder verändert. Zuletzt wurde mit dem Weggang von Monika Walden auch das Spielkonzept verändert. So gibt es seit Mai 2014 drei verschiedene Spielrunden. In diesen können Zuschauer von zuhause per Telefon Sachpreise und Reisen gewinnen. Während sich die Anrufer in Runde eins sofort über ihren Gewinn freuen können, muss in Runde zwei ein Spieler am Telefon eine Frage beantworten. Ist die Antwort richtig, erhält er den normalen Preis, ist sie falsch gewinnt er einen Trostpreis. In Runde drei muss sich ein Anrufer einem „Duell“ stellen. Der Duellgegner wurde in einem Quiz innerhalb der Sendung herausgefunden. Dort treten zwei Kandidaten im „Unglaublichen BINGO!-Quiz“ gegeneinander an. Die Fragen drehen sich hier um skurrile und seltene Umweltthemen. Der Gewinner des Quiz tritt schließlich im Duell gegen einen Anrufer an. Hier müssen sie eine Schätzfrage beantworten. Der Gewinner erhält einen normalen Preis, der Verlierer einen Trostpreis.
Zusätzlich zu dem Telefonspiel gibt es in jeder Sendung Umweltbeiträge. Diese handeln von Tieren, Natur und Nachhaltigkeit in Norddeutschland.
Die Sendedauer beträgt gewöhnlich eine Stunde (im Falle von Wahlberichterstattung verkürzt), immer von 17:00 Uhr bis 18:00 Uhr. Die Zuschauerzahl liegt bei 600.000 bis eine Million Zuschauern und die Sendung gehört zu den meistgesehenen Sendungen des NDR.

## Projektförderung
Besonderes Augenmerk legt die Sendung auf die eigene Projektförderung. Ein Gremium mit verschiedenen Mitgliedern aus Umweltverbänden berät und entscheidet über die Vergabe und Förderung der aus den Lotterieerlösen gewonnenen Geldmittel und somit wurden und werden weiterhin eine Vielzahl an Projekten durchgeführt. Aktuell wurden um 6000 Projekte bereits unterstützt. Dabei werden die unterschiedlichsten Ansätze zum Fördern und Erhalten des natürlichen Lebensraumes verfolgt. Naturnahe Lebensräume für Tiere und Pflanzen werden instand gehalten oder geschaffen, wie etwa Streuobstwiesen oder Biotope. Auch wird Aufklärungsarbeit geleistet in Form von Schulprojekten und Umwelterziehungsmaßnahmen, was wiederum das Bewusstsein für ökologische Belange fördert. Umweltverbände, Umweltkontore und Naturschutzverbände unterstützen die Sendung dabei hilfreich. Neben dem aktiven Umweltschutz nimmt auch die Information über neueste Erkenntnisse aus den Bereichen Natur, Arten- und Umweltschutz einen wichtigen Platz in der Sendung ein. Nachweise der Tätigkeiten werden unter anderem in den Geschäftsberichten der „Niedersächsischen Bingo-Umweltstiftung“ veröffentlicht.

## Spielregeln Bingo!-Lotto
Spielscheine, oder auch Bingolose, gibt es in Hamburg, Schleswig-Holstein, Niedersachsen, Mecklenburg-Vorpommern, Sachsen-Anhalt, Rheinland-Pfalz und Bremen in den Annahmestellen des Deutschen Lotto- und Totoblocks. Wie beim herkömmlichen Bingo-Spiel gilt es auch hier, Zahlenreihen zu finden anhand der in der Sendung gezogenen Gewinnzahlen der Buchstabenreihen B, I, N, G, O. Neben Sachgewinnen können auch Bargeld und Reisen gewonnen werden. Die Besonderheit von Bingo! ist, dass 25 % des Lospreises zur Förderung von Umweltprojekten in Norddeutschland eingesetzt werden.

## Trivia
In der Sendung vom 24. Januar 2016 wurde Moderator Michael Thürnau aufgrund von Krankheit durch Hinnerk Baumgarten und den Sänger Bernhard Brink ersetzt. Nach mehr als 900 Sendungen in über 18 Jahren fehlte Thürnau damit zum ersten Mal. Bis dahin telefonierte Thürnau mit weit mehr als 10.500 Gewinnern.
Aufgezeichnet wird in den Studios des Madsack Tochterunternehmens TVN. Die Studios in der Wohlenbergstraße in Hannover wurden zunächst vom Verlag Teresa Orlowski für die Produktion von Erwachsenenunterhaltung betrieben, nach der fehlenden Lizenzierung des Pornokanals VTO wurde der Studiobetrieb von Hans Mosher jr. und Orlowski jedoch eingestellt.